# 阿里斯提德
阿里斯提德或Aristides（希臘語：Ἀριστείδης，前530年—前468年），按罗氏希腊拉丁文译音表应译为阿里斯忒得斯，是公元前5世纪的雅典政治家、军事家，以品德高洁、正直、廉洁奉公著称，被人称为“公正”。他可能在前490年的马拉松战役中第一次被任命作为将军（στρατηγοs）指挥来自家乡的军队，并由于战功而在前489-488年被选为执政官（ἄρχων）。
他是城邦贵族势力的代表，与地米斯托克利是政治上的敌人，后者代表了下层雅典公民的利益（根据普鲁塔克）。地米斯托克利主张建立一支强大的海军以称霸希腊，阿里斯提德认为这样劳民伤财，强烈反对这一提议。
前483年他被雅典人以陶片放逐。残留的陶片上，人们指控他“里通波斯”（Medism）及粗暴对待恳求他的人。

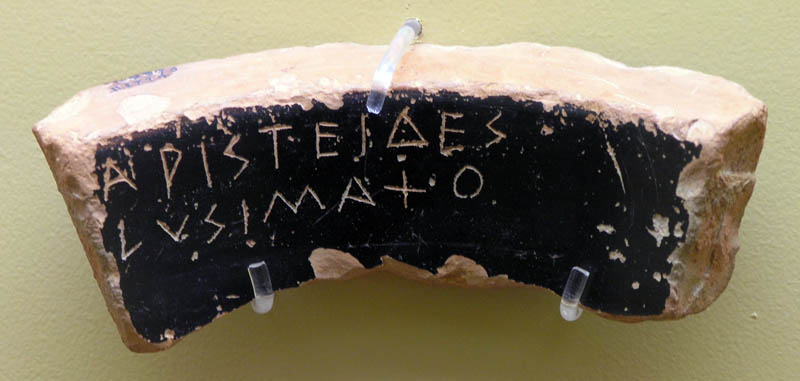
写有阿里斯提德名字的陶片，位于雅典古广场博物馆（Museum of the Ancient Agora）

一个长久传颂的的故事作为他“公正”的佐证：在一次陶片放逐投票的那天，一个不识字的市民走到阿里斯提德面前，请他帮忙在陶片上写下“阿里斯提德”的名字。他问那个市民：“你认识阿里斯提德吗，为什么你要投票要放逐他，他有什么做错的地方？”。那个市民回答：“我不认识他，也不认为他做错了什么。不过人们到处都说他是‘正义’，我听烦了。”阿里斯提德听到后什么也没说，默默地在陶片上写了自己的名字。
他被放逐五年后，泽克西斯一世入侵，他受召回雅典，统领重装步兵（Hoplite）同地米斯托克利的舰队并肩战斗，并取得了希波战争决定性的胜利。他在前479年当选为首席将军（στρατηγοs αυτωκρατωρ）镇守普拉提亚（Πλάταια，另见普拉提亚战役）。在希波战争结束后，他受伊奥尼亚诸邦之托，一手创立了提洛同盟，并订立了各成员筹款的份额，为同盟的发展奠定了基础。他和地米斯托克利也在随后成功地戏弄了斯巴达，为雅典城建起了城墙。
作为雅典首屈一指的政治人物，他一生公正廉洁，死后之留下极少的资产。城邦承担了他的丧葬的费用并资助他的后人直到公元4世纪。他的贫困可能源于同波斯的长期战事；但法勒琉斯的德米特里乌斯（Δημήτριος Φαληρεύς，前3世纪雅典政治家）却提出证据认为他並非貧無立錐之地。